# Rathouisia
 (juillet 2020).
Genre
Rathouisia est un genre de mollusques gastéropodes endémique de Chine.

## Liste d'espèces
Selon World Register of Marine Species (9 juillet 2020) :
- Rathouisia leonina Heude, 1885
- Rathouisia pantherina Heude, 1890
- Rathouisia sinensis (Heude, 1882)
- Rathouisia tigrina Heude, 1885

## Étymologie
Le nom du genre Rathouisia a été choisi en l'honneur du révérend père S. J. Rathouis à l'origine de cette découverte.

## Publication originale
- R. P. Heude, « Note sur un Limacien nouveau de Chine », Journal de conchyliologie, Paris, Paul Henri Fischer, vol. 23,‎ 22 avril 1884, p. 394-395 (ISSN 0021-7719 et 2391-0992, OCLC 1605690, lire en ligne).